# Ngô Hạo
Ngô Hạo (tiếng Trung giản thể: 吴浩, bính âm Hán ngữ: Wú Hào, sinh tháng 2 năm 1972, người Hán) là chuyên gia kỹ thuật giao thông, chính trị gia nước Cộng hòa Nhân dân Trung Hoa. Ông là Ủy viên dự khuyết Ủy ban Trung ương Đảng Cộng sản Trung Quốc khóa XX, hiện là Thường vụ Tỉnh ủy, Bộ trưởng Bộ Tổ chức Tỉnh ủy Giang Tây. Ông từng là Tổng thư ký Tỉnh ủy Giang Tây; Phó Tỉnh trưởng Giang Tây.
Ngô Hạo là đảng viên Đảng Cộng sản Trung Quốc, học vị Tiến sĩ Kỹ thuật, chức danh Cao cấp công trình sư cấp Giáo sư. Ông có hơn 25 năm công tác ở quê nhà Hà Nam về lĩnh vực giao thông, kiến trúc trước khi được chuyển tới Giang Tây.

## Sự nghiệp

### Hà Nam
Ngô Hạo sinh vào tháng 2 năm 1972 tại chuyên khu Nam Dương, nay là địa cấp thị của tỉnh Hà Nam, Cộng hòa Nhân dân Trung Hoa. Ông lớn lên và tốt nghiệp cao trung ở Nam Dương, sau đó học đại học, cao học rồi là nghiên cứu sinh sau đại học ở Trường Giao thông của Đại học Trường An về lĩnh vực công trình đường sắt và đường giao thông ở Tây An từ tháng 9 năm 2006, trở thành Tiến sĩ Kỹ thuật vào tháng 6 năm 2010. Ngô Hạo được kết nạp Đảng Cộng sản Trung Quốc vào tháng 3 năm 1993, có chức danh khoa học cao nhất Trung Quốc là Cao cấp công trình sư cấp Giáo sư ngành kỹ thuật. Tháng 11 năm 2007, ông được bổ nhiệm làm Tổng giám đốc Công ty trách nhiệm hữu hạn Quản lý hạng mục xa lộ Hà Nam – một xí nghiệp nhà nước ngành kỹ thuật giao thông của tỉnh Hà Nam. Sau đó 2 năm, vào tháng 11 năm 2009, ông được điều chuyển sang Chính phủ Nhân dân tỉnh Hà Nam nhậm chức Bí thư Đảng ủy, Phó Cục trưởng Cục Giao thông đường bộ của Sảnh Giao thông Vận tải Hà Nam. Đến tháng 1 năm 2013, ông là Cục trưởng Cục Quản lý giao thông đường bộ, đồng thời là Phó Bí thư Đảng tổ từ tháng 5 năm 2013, và rồi là Thành viên Đảng tổ Sảnh Giao thông Vận tải từ tháng 2 năm 2015. Tháng 8 năm này, Ngô Hạo được điều sang khối xí nghiệp nhà nước, nhậm chức Phó Bí thư Đảng ủy, Tổng giám đốc Tập đoàn Đầu tư Giao thông Hà Nam, công tác ở đây hơn 1 năm đến tháng 9 năm 2016 thì trở lại làm Phó Tổng thư ký Chính phủ Hà Nam, Thành viên Đảng tổ Sảnh Văn phòng này, cấp chính sảnh. Tháng 11 năm 2017, ông được điều chuyển làm Bí thư Đảng tổ, Sảnh trưởng Sảnh Nhà ở và Kiến thiết thành thị, nông thôn Hà Nam.

### Giang Tây
Tháng 3 năm 2020, sau hơn 25 năm công tác ở quê nhà Hà Nam, Ngô Hạo được điều tới Giang Tây, nhậm chức Phó Tỉnh trưởng Giang Tây, Thành viên Đảng tổ Chính phủ Nhân dân tỉnh Giang Tây. Đến tháng 5 năm 2021, ông được bầu vào Ủy ban Thường vụ Tỉnh ủy, phân công làm Tổng thư ký Tỉnh ủy Giang Tây, rồi đến ngày 6 tháng 12 cùng năm thì chuyển vị trí làm Bộ trưởng Bộ Tổ chức Tỉnh ủy, kiêm Hiệu trưởng Trường Đảng Tỉnh ủy Giang Tây. Cuối năm 2022, ông là đại biểu của đoàn Giang Tây dự Đại hội Đảng Cộng sản Trung Quốc lần thứ XX. Trong quá trình bầu cử tại đại hội, ông được bầu là Ủy viên dự khuyết Ủy ban Trung ương Đảng Cộng sản Trung Quốc khóa XX.